# Chenilles myrmécophiles, chenilles myrmécophages
La symbiose entre fourmis et chenilles est observée pour des lépidoptères des familles des Lycaenidae, Riodinidae et Tortricidae.
Les chenilles de nombreuses espèces entretiennent des liens plus ou moins étroits avec une ou plusieurs espèces de fourmis. Tandis que quelques associations, quoique mutuellement avantageuses, ne sont pas essentielles à la survie du papillon, certaines sont absolument nécessaires à l'apparition de l'imago. Selon l'expression consacrée, on dit que les fourmis « soignent » la chenille. Cette particularité a été décrite pour la première fois par l'entomologiste autrichien  Erich Wasmann en 1894.

## Mutualisme, symbiose ou parasitisme?
On parle de mutualisme dès lors que les deux espèces y trouvent un intérêt ce qui est le cas pour de nombreuses espèces de Lycaenidae. Ainsi certaines chenilles produisent un miellat dont les fourmis sont friandes et les fourmis protègent les chenilles contre des parasites diptères ou hyménoptères, mais la relation n'est pas toujours obligatoire pour la survie des espèces en question.
Par exemple, l'Azuré des cytises peut vivre en association avec des fourmis, mais celle-ci reste facultative. Le contact se fait au hasard des rencontres et la relation reste temporaire. Cette chenille ne dépend pas non plus d'une seule, ou d'un nombre restreint d'espèces de fourmis, mais peut cohabiter avec Lasius alienus, diverses Formica, Crematogaster auberti, Tapinoma erraticum. La Thècle de l'yeuse est de la même façon protégée par des fourmis à l'état larvaire en échange de miellat et certains entomologistes parlent alors de symbiose (au sens large) puisque chacun y trouve son compte. 
Pour d'autres espèces de lepidoptères, l'intervention des fourmis à l'un ou l'autre stade du développement est obligatoire. On dit alors que la chenille est inféodée à telle ou telle espèce de fourmi. Toutefois, dans ce cas, les relations entre la chenille et ses hôtesses sont ambivalentes : les chenilles du genre Phengaris parasitent les fourmilières, allant pour certaines espèces jusqu'à dévorer le couvain de leurs hôtesses. La myrmécophilie laisse alors place à la myrmécophagie.

## Les différents mécanismes d'adoption

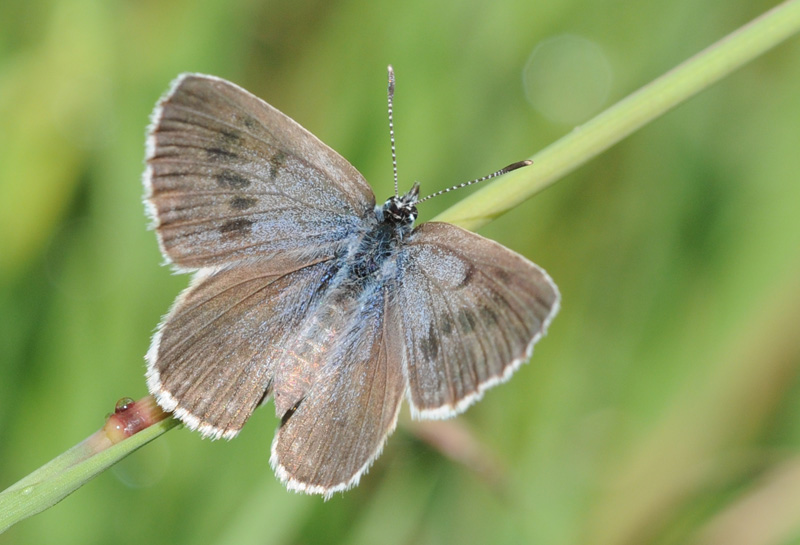
L'Azuré de la croisette, parasite de Myrmica schencki.

La présence d'une glande dorsale, située en général sur le dixième segment, exudant un liquide sucré comparable au miellat des pucerons est un caractère largement partagé par les chenilles de lycénidés myrmécophiles et connu depuis 1894. On parle alors de chenilles trophobiontes.
Toutefois, certaines espèces ont mis au point des stratégies plus complexes pour inciter les fourmis à les adopter et à les transporter au sein de leurs fourmilières.
Un siècle plus tard, en 1990, l'entomologiste américain P.J. Devries met en évidence l'utilisation de sons par certaines chenilles pour attirer l'attention de leurs fourmis hôtesses. Courant 2008, une équipe d'entomologistes italiens et britanniques menée par J. Thomas a découvert que les sons émis par les reines des fourmis de l'espèce Myrmica schencki sont imités par la chenille de Phengaris rebeli (l'Azuré de la croisette), une fois celle-ci entrée dans la fourmilière. Le lépidoptère obtient ainsi des soins très attentifs de la part des ouvrières qui pensent avoir affaire à l'une de leurs reines.

## Quelles fourmis, pour quel papillon?
L'Azuré du serpolet est éteint en Grande-Bretagne par disparition de Myrmica sabuleti et Myrmica scabrinodis. En effet son évolution nécessite pour les trois premiers stades de sa chenille une plante hôte du genre Thymus, dont Thymus serpyllum et Thymus praecox  puis des fourmis spécifiques, Myrmica sabuleti ou Myrmica scabrinodis.